# ساندهورست، بارکشر
latitudeساندهورست، بارکشرlongitudeساندهورست، بارکشر
ساندهورست، بارکشر (به انگلیسی: Sandhurst, Berkshire) یک منطقهٔ مسکونی در انگلستان است که در جنوب شرقی انگلستان واقع شده‌است.

## خصوصیات
ساندهورست ۲۰٬۸۰۳ نفر جمعیت دارد.